# Veronica wallii
Veronica wallii är en grobladsväxtart som beskrevs av Garn.-jones. Veronica wallii ingår i släktet veronikor, och familjen grobladsväxter. Inga underarter finns listade i Catalogue of Life.